# Frankfurt-Bockenheim
Bockenheim is een stadsdeel van Frankfurt am Main. Het stadsdeel ligt ten noordwesten van het centrum van Frankfurt. Bockenheim is met ongeveer 33.000 inwoners een van de grootste stadsdelen van Frankfurt.

## Geboren
- Jacob Leisler (1640-1691), handelaar en revolutionair die tijdens de Leisler’s Rebellion als gouverneur van New York was[1]

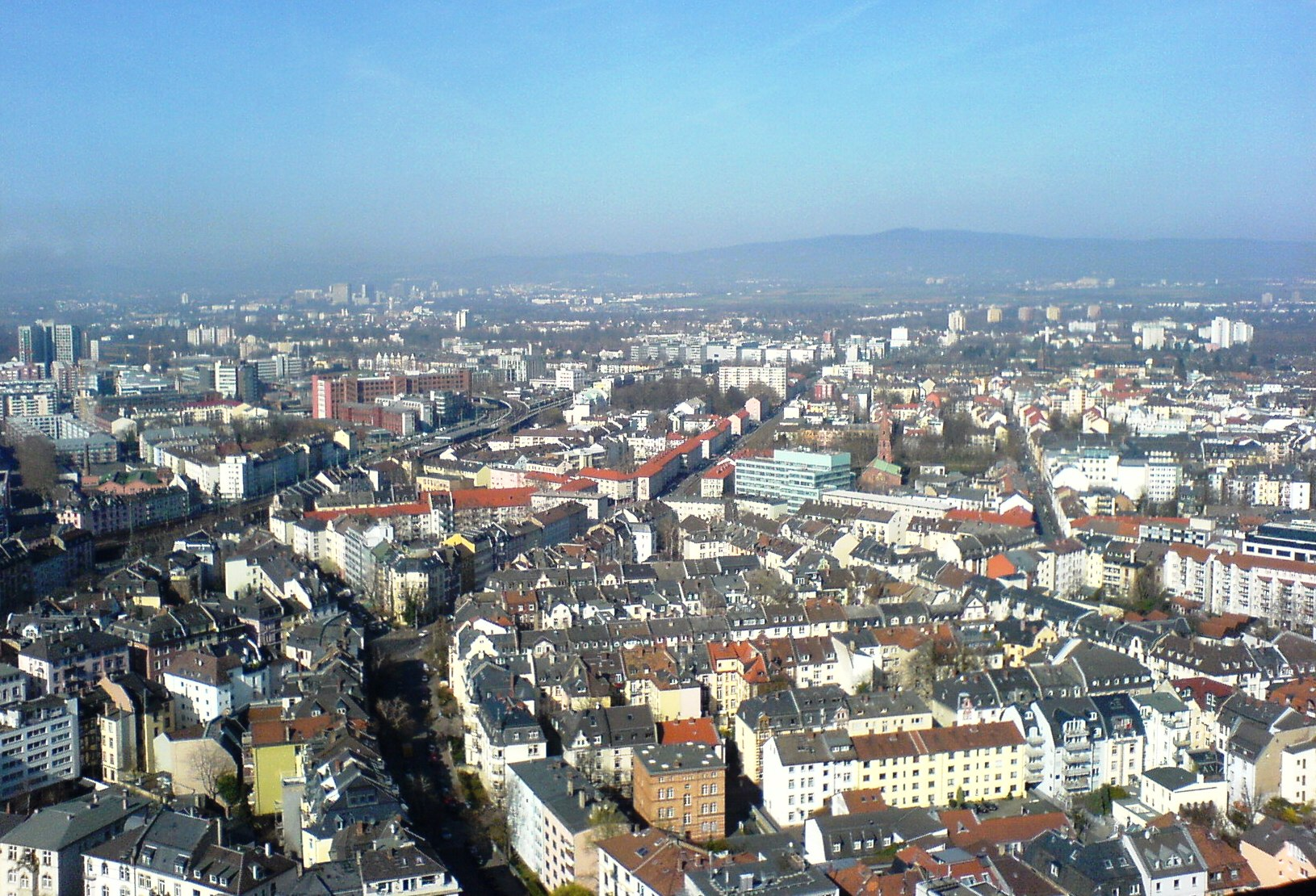
Bockenheim gezien van de AfE-Toren

Altstadt · Bahnhofsviertel · Bergen-Enkheim · Berkersheim · Bockenheim · Bonames · Bornheim · Dornbusch · Eckenheim · Eschersheim · Fechenheim · Flughafen · Frankfurter Berg · Gallus · Ginnheim · Griesheim · Gutleutviertel · Harheim · Hausen · Heddernheim · Höchst · Innenstadt · Kalbach-Riedberg · Nied · Nieder-Erlenbach · Nieder-Eschbach · Niederrad ·  Niederursel · Nordend · Oberrad · Ostend · Praunheim · Preungesheim · Riederwald · Rödelheim · Sachsenhausen · Schwanheim · Seckbach · Sindlingen · Sossenheim · Unterliederbach · Westend · Zeilsheim